# Kenny Hasbrouck
Pour les articles homonymes, voir Hasbrouck.
Kenny Hasbrouck, né le 14 août 1986 à Washington DC, est un joueur américain de basket-ball.